# The Property Man
The Property Man és una pel·lícula muda de la Keystone escrita, dirigida i protagonitzada per Charles Chaplin. La pel·lícula, de dues bobines, es va estrenar el 1 d’agost de 1914. En moltes pel·lícules d’aquesta primera època, a la Keystone, el personatge de Charlot és cruel i egoista però els crítics han considerat especialment paradigmàtica “The Property Man” com a exemple d’aquest caràcter que posteriorment desapareixeria per donar pas a un personatge més tendre.

## Argument
Charlot és l'encarregat de l’atrezzo en un teatre de vodevil on actuen una parella d’actors que interpreten el melodrama “Sorrow”, les Goo Goo Sisters, unes ballarines i Garlico, l’home forçut, i la seva esposa ajudant. Quan arriben els artistes, Garlico i l’actor es barallen per posseir el millor camerino, i la situació es soluciona quan Garlico deixa a l’altre fora de combat. El forçit fa que Charlot transposti el seu bagul, que és enorme, però a mig camí es troba amb les Goo Goo Sisters. Es posa a flirtejar amb elles fins que és descobert pel propietari del bagul que el fa tornar a la feina. Charlot delega el transport en el seu company, un home d'edat avançada, el qual acaba aplastat sota del bagul. Mentre Charlie intenta alliberar-lo apareix la dona del forçut i Charlot l’intenta seduir però és descobert per Garlico que el tira a terra i li diu que li cusi les seves malles.
Mentre comença l'espectacle Charlot es baralla amb el vell ajudant fins que apareix l'esposa de Garlico reclamant les malles. En adonar-se que ha oblidat l'encàrrec intenta posposar l’actuació de l’home forçut. Es produeixen diferents situacions en què Charlot arruïna les diferents actuacions. Puja primer a l'escenari durant l’actuació de les Goo Goo Sisters provocant la rialla del públic. Després, en deixar l'esposa fora de combat durant una baralla amb el seu col·lega vell, la substitueix la durant l'actuació de Garlico convertint-lo en un número còmic. Quan Garlico descobreix què ha passat Charlie es veu obligat a fugir interrompent la representació “Sorrow” i ruixant tot el repartiment i el públic amb una boca d'incendi. el seu col·lega.

## Repartiment
- Charles Chaplin (l'home de l'atrezzo)
- Fritz Schade (Garlico, el forçut)
- Gene Marsh (dona de Garlico)
- Josef Swickard (tramoista vell)
- Phyllis Allen (Ham Lena Fat)
- Alice Davenport (actriu)
- Charles Bennett (George Ham, marit de Lena)
- Mack Sennett (espectador)
- Norma Nichols (artista del vodevil)
- Joe Bordeaux (actor vell)
- Harry McCoy (espectador borratxo)
- Chester Conklin (espectador)
- Lee Morris (espectador)
- Vivian Edwards (noia Goo Goo)
- Cecile Arnold (noia Goo Goo)
- George “Slim” Summerville (espectador)
- Frank Opperman (espectador)
- Dixie Chene (espectador)